# Мірешкін Данило Олексійович
Данило Олексійович Мірешкін  (нар. 12 червня 1991,  Костянтинівка, Донецька область, Українська РСР) — український актор театру та кіно.

## Життєпис
Народився у 1991 році у Костянтинівці, пізніше переїхав з сім'єю до Феодосії. Після закінчення загальносвітньої школи вступив до Київського театрального університету імені Івана Карпенка-Карого, який закінчив у 2014 році. Навчався у майстерні Михайла Резніковича.
Під час навчання у виші грав у студентському театрі роль доктор Чейзюбл у спектаклі «Як важливо бути серйозним».
Відразу ж вступив до трупи театру російської драми імені Лесі Українки. Найбільше відрився талант актора у спектаклях «Шалена кров» та «Ігри на задньому дворі».
Першу роль в кіно отримав ще будучи студентом, у 2012 році – зіграв другорядного персонажа в кримінальному серіалі «Порох і дріб». Потім він з'являвся в кадрах багатосерійних проектів «Особиста справа», «Все одно ти будеш мій» (з Валерією Ходос і Аллою Мартинюк), «Останній яничар». З кожним роком проектів ставало дедалі більше, актор потужно набирае обертів. На цей момент найцікавіші його ролі були у таких проектах: "Дочки-Матері",  "Без [Архівовано 19 лютого 2020 у Wayback Machine.] колебаний", "Путешествие к центру души", "Шуша" і т. д.
З початком повномасштабного вторгнення почав займатися волонтерством та вести благодійні заходи. Влітку 2022 року допомагав іноземним журналістам висвітлювати події у гарячих точках на сході України. А восени того ж року мобілізувався до полку «Азов».

### Ролі у театрі
Навчальний театр
- Доктор Чейзюбл — «Як важливо бути серйозним».

Київський театр російської драми імені Лесі Українки
- Мусса — «Шалена кров»;
- Гіді Бецар — «Ігри на задньому дворі», Една Мазія (реж. Одед Котлер).

Український малий драматичний театр
- Валентин - Валентинів день [Архівовано 1 лютого 2020 у Wayback Machine.]
- Зарембський - Маклена Граса [Архівовано 1 лютого 2020 у Wayback Machine.]
- Точка зору [Архівовано 1 лютого 2020 у Wayback Machine.]
- Пустельник - Місце для дракона [Архівовано 11 березня 2020 у Wayback Machine.]
- Плоцкий - Мать його [Архівовано 11 березня 2020 у Wayback Machine.]
- Невтишимі [Архівовано 1 лютого 2020 у Wayback Machine.]

### Фільмографія
- 2019 — «Підкидьок»[3]
- 2019 — «Чорний ворон»[4]
- 2019 — «Сонячний листопад» — Микола[5]
- 2019 — Таємниці — Толик[6]
- 2018 — «Дочки-матері» — Микита Кукса[7]
- 2018 — Подорож до центру душі — Кирило Романов
- 2018 — Родинні зв'язки — Олександр, адвокат
- 2018 — Віддай мою мрію — епізод
- 2018 — Обман — Мітя
- 2018 — Хто ти? — епізод
- 2017 — Протистояння — епізод
- 2017 — Пес-3 — Олег Дронов, хлопець Маші (у 9-ї серії «Сяйво»)
- 2017 — Ментівські війни. Київ (у фільмі 2 «Ручні солдатики»)
- 2017 — Клянуся любити тебе вічно — Стас, однокурсник Жені
- 2017 — Догори ногами
- 2016 — Поранене серце — Рома
- 2016 — Провідниця — Дмитро (у 20-й серії «Фальшива інфанта»)
- 2016 — Співачка — Ромка
- 2016 — Нитки долі — Льоха
- 2016 — Не зарікайся — Антон, сутенер
- 2016 — На лінії життя — Іван, поранений
- 2015 — Останній яничар — Іскандер, син султана
- 2014 — Особиста справа
- 2014 — Все одно ти будеш мій — Міша Барсуков
- 2012 — Порох і дріб — Шкет (у фільмі № 6 «Сіра миша»)

### Реклама
- «МТС» (2009)
- «Comfy» (2012)

## Родина
Дружина — акторка Ксенія Данилова, актриса. Донька Василіса.
Батьки залишилися у Криму. Після війни 2022 року він перестав з ними спілкуватися.